# Шерман, Ивон
Ивон Шерман (англ. Yvonne Sherman; 3 мая 1930 года, Нью-Йорк, США — 2 февраля 2005 года, Колорадо-Спрингс, США) — фигуристка из США, серебряный призёр чемпионата мира 1949 года, бронзовый призёр чемпионата мира 1950 года, двукратная  чемпионка США в женском одиночном катании. Выступала также в  парном катании, стала чемпионкой США 1947 года, участница Олимпиады 1948 года в обеих категориях.
После окончания спортивной карьеры Ивон Шерман стала судьёй по фигурному катании. Была замужем за Уильямом Тэйером Таттом. В 1991 году была введена в зал славы фигурного катания США.

## Спортивные достижения
| Соревнования/Сезоны         | 1947 | 1948 | 1949 | 1950 |
| --------------------------- | ---- | ---- | ---- | ---- |
| Зимние Олимпийские игры     |      | 6    |      |      |
| Чемпионаты мира             |      | 6    | 2    | 3    |
| Чемпионаты Северной Америки | 3    |      | 1    |      |
| Чемпионаты США              |      | 2    | 1    | 1    |

(в паре с Робертом Свеннингом)
| Соревнования/Сезоны         | 1947 | 1948 |
| --------------------------- | ---- | ---- |
| Зимние Олимпийские игры     |      | 4    |
| Чемпионаты мира             |      | 5    |
| Чемпионаты Северной Америки | 2    |      |
| Чемпионаты США              | 1    | 2    |